# الدوري البرتغالي الدرجة الثانية 1994–95
الدوري البرتغالي الدرجة الثانية 1994–95 هو موسم من الدوري البرتغالي الدرجة الثانية. فاز فيه موريرينسي.